# Athlétisme aux Jeux de l'Asie de l'Est de 2013
Navigation
Édition précédente Édition suivante
Les compétitions d'athlétisme aux Jeux de l'Asie de l'Est de 2013 se sont déroulées à Tianjin, en Chine, du 7 au 9 octobre 2013.

## Podiums

### Hommes
| Épreuve | Or                                                             | Or             | Argent                                                           | Argent         | Bronze                                                         | Bronze         |
| --- | -------------------------------------------------------------- | -------------- | ---------------------------------------------------------------- | -------------- | -------------------------------------------------------------- | -------------- |
| 100 m | Su Bingtian Chine                                              | 10 s 31        | Ryōta Yamagata Japon                                             | 10 s 31        | Kazuma Ōseto Japon                                             | 10 s 48        |
| 200 m | Asuka Cambridge Japon                                          | 20 s 93        | Shōta Iizuka Japon                                               | 21 s 01        | Cho Kyu-won Corée du Sud                                       | 21 s 57        |
| 400 m | Lim Chan-ho Corée du Sud                                       | 46 s 58        | Chen Jianxin Chine                                               | 46 s 63        | Naoki Kobayashi Japon                                          | 46 s 76        |
| 800 m | Shō Kawamoto Japon                                             | 1 min 53 s 18  | Teng Haining Chine                                               | 1 min 53 s 52  | Choi Hyeon-gi Corée du Sud                                     | 1 min 54 s 56  |
| 1 500 m | Zhang Haikun Chine                                             | 3 min 52 s 85  | Shin Sang-min Corée du Sud                                       | 3 min 53 s 34  | Munkhbayar Narandulam Mongolie                                 | 3 min 54 s 10  |
| 5 000 m | Sota Hoshi Japon                                               | 14 min 25 s 00 | Ser-Od Bat-Ochir Mongolie                                        | 14 min 28 s 24 | Yu Seung-yeop Corée du Sud                                     | 14 min 30 s 57 |
| 110 m haies | Jiang Fan Chine                                                | 13 s 58        | Kim Byung-jun Corée du Sud                                       | 13 s 61        | Ji Wei Chine                                                   | 13 s 70        |
| 400 m haies | Cheng Wen Chine                                                | 49 s 66        | Chen Chieh Taipei chinois                                        | 49 s 90        | Keisuke Nozawa Japon                                           | 50 s 61        |
| 4 × 100 m | Japon Ryōta Yamagata Shōta Iizuka Asuka Cambridge Kazuma Ōseto | 38 s 44 CR     | Hong Kong Tang Yik Chun Lai Chun Ho Ng Ka Fung Tsui Chi Ho       | 39 s 12        | Chine Zhang Peimeng Zheng Dongsheng Su Bingtian Liang Jiahong  | 39 s 19        |
| 4 × 400 m | Chine Cui Haojing Chang Pengben Zhang Yunpeng Chen Jianxin     | 3 min 07 s 27  | Japon Kengo Yamazaki Naoki Kobayashi Sho Kawamoto Keisuke Nozawa | 3 min 07 s 32  | Taipei chinois Chen Yu-Teh Wang Wen-Tang Lo Yen-Yao Chen Chieh | 3 min 10 s 72  |
| Saut à la perche | Seito Yamamoto Japon                                           | 5,50 m         | Zhou Bo Chine                                                    | 5,30 m         | Hiroki Ogita Japon                                             | 5,30 m         |
| Saut en longueur | Kim Sang-su Corée du Sud                                       | 7,71 m         | Yun Zhiming Chine                                                | 7,69 m         | Yuhi Oiwa Japon                                                | 7,64 m         |
| Triple saut | Fu Haitao Chine                                                | 16,21 m        | Cao Shuo Chine                                                   | 16,15 m        | Tsai Yi-Da Taipei chinois                                      | 15,16 m        |
| Lancer du poids | Wang Guangfu Chine                                             | 19,34 m        | Wang Like Chine                                                  | 19,21 m        | Chang Ming-Huang Taipei chinois                                | 19,19 m        |
| Lancer du marteau | Wan Yong Chine                                                 | 69,26 m        | Lee Yun-chul Corée du Sud                                        | 67,65 m        | Qi Dakai Chine                                                 | 67,01 m        |
| Lancer du javelot | Zhao Qinggang Chine                                            | 82,97 m CR     | Huang Shih-Feng Taipei chinois                                   | 82,11 m NR     | Genki Dean Japon                                               | 77,35 m        |
| Records et Performances - AR : Record continental (area record) - CR : Record des championnats (championship record) - MR : Record du meeting (meet record) - NR : Record national (national record) - OR : Record olympique (olympic record) - PR : Record paralympique (paralympic record) - PB : Record personnel (personal best) - SB : Meilleure performance personnelle de la saison (season's best) - WL : Meilleure performance mondiale de l'année (world leader) - WJR : Record du monde junior (world junior record) - WR : Record du monde (world record) Circonstances et Conditions - DNF : N'a pas terminé (did not finish) - DNS : N'a pas pris le départ (did not start) - DQ : Disqualification (disqualification) - NM : Aucun essai valable enregistré (No Mark) - Q : Qualifié « directement » au prochain tour (ou à la prochaine compétition), lors d'une compétition majeure, grâce au classement ou à la réalisation des minima (automatic qualifier) - q : Qualifié au prochain tour (ou à la prochaine compétition), lors d'une compétition majeure, grâce au repêchage ou à la réalisation de l'une des meilleures performances parmi celles des « non qualifiés directement » (grâce au meilleur temps ou à la meilleure distance par exemple) (secondary qualifier) |                                                                |                |                                                                  |                |                                                                |                |

### Femmes
| Épreuve | Or                                                       | Or               | Argent                                                     | Argent         | Bronze                                                                 | Bronze            |
| --- | -------------------------------------------------------- | ---------------- | ---------------------------------------------------------- | -------------- | ---------------------------------------------------------------------- | ----------------- |
| 100 m | Wei Yongli Chine                                         | 11 s 57          | Tao Yujia Chine                                            | 11 s 72        | Akane Kimura Japon                                                     | 11 s 99           |
| 200 m | Wei Yongli Chine                                         | 23 s 71          | Yuan Qiqi Chine                                            | 24 s 15        | Kim Min-ji Corée du Sud                                                | 24 s 25           |
| 400 m | Chen Jingwen Chine                                       | 53 s 76          | Tang Xiaoyin Chine                                         | 54 s 31        | Saki Torihara Japon                                                    | 54 s 92           |
| 800 m | Song Tingting Chine                                      | 2 min 08 s 89    | Miho Ito Japon                                             | 2 min 11 s 07  | Khishigsaikhan Galbadrakh Mongolie                                     | 2 min 16 s 28     |
| 1 500 m | Zhao Jing Chine                                          | 4 min 17 s 87    | Liu Fang Chine                                             | 4 min 19 s 40  | Chikako Mori Japon                                                     | 4 min 20 s 04     |
| 5 000 m | Riko Matsuzaki Japon                                     | 16 min 09 s 72   | Kim Chun Mi Corée du Nord                                  | 16 min 35 s 79 | Fu Tinglian Chine                                                      | 16 min 40 s 52    |
| 10 000 m | Yuko Shimizu Japon                                       | 32 min 50 s 42   | Jiang Xiaoli Chine                                         | 34 min 04 s 57 | Kim Chun Mi Corée du Nord                                              | 34 min 17 s 29    |
| 100 m haies | Wu Shuijiao Chine                                        | 12 s 93 CR       | Eriko Soma Japon                                           | 13 s 22        | Jung Hye-lim Corée du Sud                                              | 13 s 41           |
| 400 m haies | Xiao Xia Chine                                           | 56 s 97          | Sayaka Aoki Japon                                          | 58 s 06        | Jo Eun-ju Corée du Sud                                                 | 58 s 44           |
| 3 000 m steeple | Li Zhenzhu Chine                                         | 9 min 53 s 17 CR | Misaki Sango Japon                                         | 9 min 54 s 02  | Pak Kum Hyang Corée du Nord                                            | 10 min 04 s 83 NR |
| 4 × 100 m | Chine Tao Yujia Wei Yongli Lin Huijun Yuan Qiqi          | 43 s 66          | Japon Anna Doi Akane Kimura Kana Ichikawa Yuki Tamura      | 45 s 17        | Taipei chinois Syu Yong-Jie Huang Yu-Ching Ko Ching-Ting Shen Wan-Zhen | 45 s 61           |
| 4 × 400 m | Chine Zhou Yanling Chen Yanmei Tang Xiaoyin Chen Jingwen | 3 min 35 s 65    | Japon Sayaka Aoki Saki Torihara Haruka Shibata Miho Shingu | 3 min 40 s 55  | Hong Kong Poon Hang Wai Chan Sin Hung Christy Ho Yan Lam Poon Hang Wa  | 4 min 00 s 05     |
| Lancer du poids | Liu Xiangrong Chine                                      | 18,40 m          | Lin Chia-ying Taipei chinois                               | 16,95 m        | Meng Qianqian Chine                                                    | 16,92 m           |
| Records et Performances - AR : Record continental (area record) - CR : Record des championnats (championship record) - MR : Record du meeting (meet record) - NR : Record national (national record) - OR : Record olympique (olympic record) - PR : Record paralympique (paralympic record) - PB : Record personnel (personal best) - SB : Meilleure performance personnelle de la saison (season's best) - WL : Meilleure performance mondiale de l'année (world leader) - WJR : Record du monde junior (world junior record) - WR : Record du monde (world record) Circonstances et Conditions - DNF : N'a pas terminé (did not finish) - DNS : N'a pas pris le départ (did not start) - DQ : Disqualification (disqualification) - NM : Aucun essai valable enregistré (No Mark) - Q : Qualifié « directement » au prochain tour (ou à la prochaine compétition), lors d'une compétition majeure, grâce au classement ou à la réalisation des minima (automatic qualifier) - q : Qualifié au prochain tour (ou à la prochaine compétition), lors d'une compétition majeure, grâce au repêchage ou à la réalisation de l'une des meilleures performances parmi celles des « non qualifiés directement » (grâce au meilleur temps ou à la meilleure distance par exemple) (secondary qualifier) |                                                          |                  |                                                            |                |                                                                        |                   |

## Medal table
| Rang  | Nation         | Or | Argent | Bronze | Total |
| ----- | -------------- | -- | ------ | ------ | ----- |
| 1     | Chine          | 20 | 11     | 5      | 36    |
| 2     | Japon          | 7  | 9      | 9      | 25    |
| 3     | Corée du Sud   | 2  | 3      | 6      | 11    |
| 4     | Taipei chinois | 0  | 3      | 4      | 7     |
| 5=    | Corée du Nord  | 0  | 1      | 2      | 3     |
| 5=    | Mongolie       | 0  | 1      | 2      | 3     |
| 7     | Hong Kong      | 0  | 1      | 1      | 2     |
| Total | Total          | 29 | 29     | 29     | 87    |